# Jonáš a Barachisius
Svatí Jonáš a Barachisius a společníci byl křesťanští mučedníci v Persii umučení ve 4. století.
V osmnáctém roku vlády velkokrále Šápúra II. vypukla velká vlna pronásledování křesťanů. Bratři Jonáš a Barachisius z Beth-Asa uslyšeli že několik křesťanů bylo v Hubahamu odsouzenu k trestu smrti. Bratři se rozhodli je povzbuzovat a sloužit jim. Po jejich popravě byli bratři zatčeni za povzbuzování a podporování křesťanů.
Jonáš byl zbit pruty tak že mu byla vidět žebra. Poté byl vlečen za jednu nohu do zmrzlého rybníka. Jeho bratr nesl dvě žhavé desky v podpaží a dvě kladiva. Roztavené olovo mu kapalo do očí a nosu. Poté visel za jednu nohu ve vězení. Poté pokračovalo další mučení. Nakonec oba bratři roku 327 zemřeli na následky slisování zaživa.
Jejich svátek se slaví 29. března.